# Giulio Cesare Monteverdi
(Pietro Canal, Della musica in Mantova, 1881)
Giulio Cesare Monteverdi (Cremona, 1573 – Salò, 1630) è stato un compositore italiano.
Fratello del più celebre Claudio, Giulio Cesare nasce da Baldassare e da Maddalena Zignani. Fin da presto segue la carriera del fratello e si dedica alla musica, ma con risultati inferiori rispetto a Claudio.

## Il periodo mantovano (1600 - 1612)
Nell'aprile 1600 diventa organista al Duomo di Mantova. Vi rimarrà fino ad agosto dello stesso anno; ottiene quindi nel marzo del 1604 un incarico definitivo presso i Gonzaga. Ufficialmente è un musico e il suo salario ammonta a sette scudi mensili; gran parte della sua produzione musicale è in questo periodo. Il suo primo brano che è giunto a noi è la canzonetta Occhi nidi d'amore, stampata nel 1605. Cura la pubblicazione degli Scherzi musicali del fratello, anch'egli a Mantova, scrive la dedica e vi inserisce due sue canzoni (Deh chi tace il bel pensiero e Dispiegate Guance amate).
Il 29 ottobre 1611 avviene la prima rappresentazione di una sua opera al Teatro Comunale di Casale Monferrato, Il rapimento di Proserpina, su libretto di Ercole Marigliani, della quale però non ci è rimasto nulla.
Il 20 luglio 1612 i fratelli Monteverdi vengono licenziati dai Gonzaga, per un motivo ancora sconosciuto.

## A Castelleone (1615 - 1622)
A Castelleone mancava un organista e, alla fine del 1615 si riesce a trovare Giulio Cesare; l'assunzione ufficiale avvenne il 2 gennaio 1616, con 18 voti a favore e 16 contro. Il suo stipendio ammonta a 60 ducatoni l'anno più l'alloggio gratuito. L'organo che deve suonare è quello comprato dalla Comunità castelleonese dalla Cattedrale di Cremona; Giulio Cesare rende però lo strumento inutilizzabile perché accorcia le canne. Nel 1620 dà alle stampe la sua raccolta più importante: Delli Affetti musici. Questa è l'unica opera che non scrive a Mantova.

## A Salò (1622 -1630)
Nel 1622 Monteverdi lascia Castelleone e va a Salò, dove era indetto un concorso per la nomina dell'organista e del Maestro di Cappella della Cattedrale. Giulio Cesare vince il secondo concorso, con 36 voti favorevoli e 20 contrari; l'organo viene assegnato a Giovanni Battista Tonnolini. Il salario di Monteverdi corrispondeva, probabilmente, a circa 70 scudi l'anno. Nel 1625 viene riconfermato il suo incarico, con 36 voti favorevoli e soltanto 6 contrari.
Il 12 aprile 1630 si ha l'ultima notizia di Giulio Cesare Monteverdi, lo stesso anno vi fu la peste, quindi è probabile che sia morto per questa malattia.

## Delli Affetti Musici
La raccolta di mottetti ad una, due, tre, quattro e sei voci, col modo per Concertarli nel Basso per l'Organo. intitolata Delli Affetti musici viene fatta stampare dal Monteverdi nel 1620 nella bottega di Bartolomeo Magni e fu scritta durante il soggiorno Castelleone.

### Stile
Se la tradizione della musica sacra seguiva i principi del contrappunto e dell'imitazione, nel XVI e nel XVII secolo si introdussero il basso continuo, le voci soliste, la divisione in strofe, l'alternanza soli-tutti...
Queste tecniche innovative venivano utilizzate soprattutto nel Proprium Missae e nei Vespri.. Negli Affetti, il Monteverdi usa queste modernità assieme ai principi musicali tradizionali. I brani sono eseguibili anche da un gruppo di esecutori non troppo grande: Giulio Cesare non è molto rigoroso relativamente agli effettivi.
Alcuni pezzi sono molto tradizionali, quelli di breve durata sono molto ritmati e il contrappunto è veloce. Le composizioni sul testo di inni sono stati scritti in modo più moderno.